# 千代田パーキングエリア

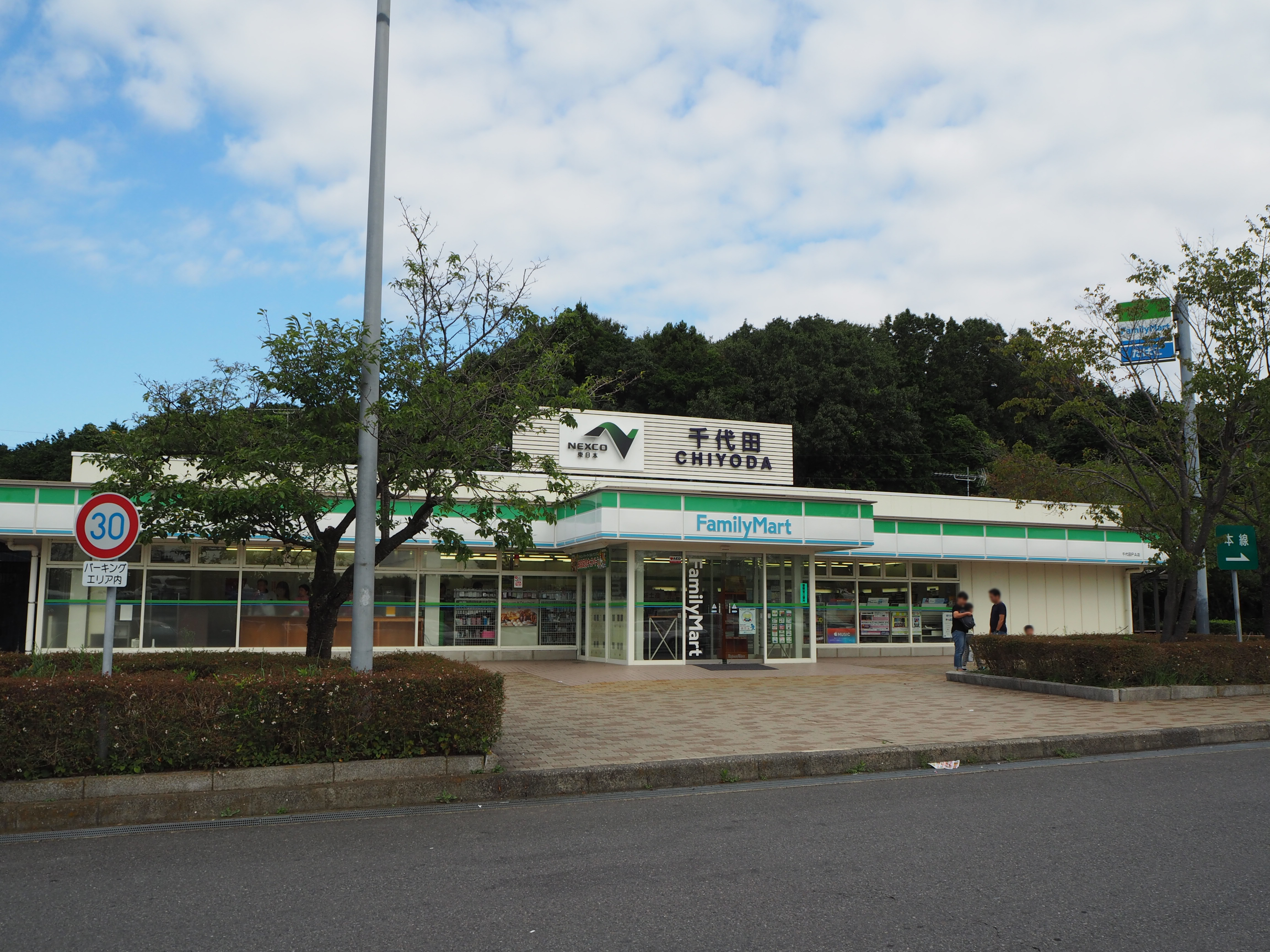
千代田パーキングエリア（下り線）

千代田パーキングエリア（ちよだパーキングエリア）は、茨城県かすみがうら市中佐谷にある、常磐自動車道のパーキングエリア。
2004年3月30日にリニューアルされ、コンビニエンスストアが設置された。
当PAにスマートインターチェンジを併設予定であり、2022年9月30日付で国土交通省により新規事業化された。

## 施設

### 上り線（東京方面）
- 駐車場
  - 大型 22台
  - 小型 52台
- トイレ
  - 男性　大5（和式0・洋式5）・小15
  - 女性　15（和式1・洋式14）
  - 車椅子用　1
- 給電スタンド（24時間）
- コンビニエンスストア（ファミリーマート、24時間）[注釈 1]
  - キャッシュコーナー（イーネット（常陽銀行））
- コインシャワー（24時間）[2]
- 郵便ポスト
- 自動販売機

### 下り線（水戸・いわき方面）
- 駐車場
  - 大型 22台
  - 小型 52台
- トイレ
  - 男性　大5（和式0・洋式5）・小15
  - 女性　15（和式1・洋式14）
  - 車椅子用　1
- 給電スタンド（24時間）
- コンビニエンスストア（ファミリーマート、24時間）
  - キャッシュコーナー（イーネット（常陽銀行））
- コインシャワー（24時間）[3]
- 郵便ポスト
- 自動販売機

## 隣
E6 常磐自動車道
(6)土浦北IC - 千代田PA/SIC（SICは事業中） - (7)千代田石岡IC